# Émile Guigues
Émile Guigues, né à Embrun le 22 décembre 1825 et mort dans la même ville le 12 décembre 1904, est un peintre et graveur français.

## Biographie
Fils d'un percepteur et peintre de miniatures sur ivoire, Émile Guigues entre dans l'atelier de Michel Martin Drolling à Paris.
La mort tragique de son père le 4 mars 1848 l'oblige à revenir à Embrun afin de reprendre la charge de son père pour subvenir aux besoins de sa mère et de ses frères.
Il continue cependant à peindre et graver à l'eau-forte. Il dessine les paysages de l'Embrunais ainsi que les différents aspects de la vie paysanne.
Il crée en 1870 au collège d'Embrun un cours gratuit de dessin dont il est le professeur bénévole jusqu'en 1895. Il collabore à la revue L'Illustration de 1852 à 1859.  

## Œuvres

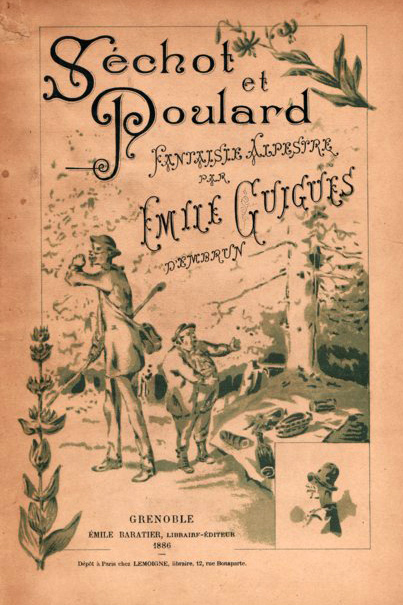
Page de couverture du livre Séchot et Poulard

Émile Guigues illustre différents ouvrages et publications régionales dont :
- Henry-Frédéric Faige-Blanc dit Alpinus, La Chasse Alpestre en Dauphiné, Grenoble, Baratier et Dardelet, 1874 (OCLC 644956868)
- Henri Vincent, Les Vingt-deux années du Père Tasse à Chamrousse, Grenoble, Baratier frères, 1891, 296 p. (OCLC 921506594)

En 1886 il réalise le texte et les dessins de l'ouvrage suivant : 
- Émile Guigues, Séchot et Poulard : fantaisie alpestre, Grenoble, Baratier, 1886, 97 p. (OCLC 715278681)

Le musée dauphinois à Grenoble possède plusieurs de ses œuvres (fusain ou eau-forte) : Transport à cheval, Rémouleur du Queyras, Faucheurs etc.

## Distinctions
Une rue d'Embrun porte son nom et une plaque commémorative a été apposée sur sa maison natale.